# Münsterländer Platt

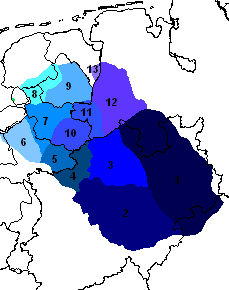
Das Westfälische wird in der Regel unterteilt in
1. Ostwestfälisch,
2. Südwestfälisch,
3. Münsterländisch,
4. Westmünsterländisch.
Je nach Definition werden noch hinzugerechnet:
5. Achterhoeks,
10. Twents.
11. Grafschafter Platt,
12. Emsländer Platt,
13. Westerwolds.
Niedersächsische Dialekte der Niederlande, die nicht zum Westfälischen gezählt werden, sind:
6. Veluws
7. Sallands
8. Stellingwerfs
9. Drents.
Der Groninger Dialekt, der sich vom Westfälischen unterscheidet, ist nicht dargestellt.

Das Münsterländer Platt (münsterländisch: Mönsterlänner Platt), münsterländisches Platt (münsterländisch: mönsterlännsk Platt, Mönsterländsk Platt) oder Münsterländisch ist eine westfälische Mundart. Linguistisch gehört es zu den niedersächsischen oder westniederdeutschen Dialekten und damit zur nieder- oder plattdeutschen Sprache (münsterländisch: Plattdütsk, Plattdüütsk).
Bis zum Anfang des 20. Jahrhunderts war Platt im Münsterland als Alltagssprache weit verbreitet, spätestens nach dem Zweiten Weltkrieg setzte sich jedoch das Hochdeutsche (Standarddeutsch) mehr und mehr auch in der einheimischen Bevölkerung durch. Als Sprache des täglichen Lebens wird es heute i. d. R. nur noch vereinzelt von der Generation der vor 1945 Geborenen auf dem Land verwendet. Eine Weitergabe an die jüngeren Generationen erfolgt praktisch nicht mehr, sodass das Westfälische in seinem Fortbestand bedroht ist.
Aus der Verschmelzung des Münsterländer Platts mit Jiddisch bzw. Rotwelsch ist in Münster, neben dem Plattdeutschen, die Sondersprache Masematte entstanden.

## Sprachliche Kennzeichen
Das Münsterländer Platt ist neben Ostwestfälisch, Südwestfälisch und Westmünsterländisch eine von vier Mundartgruppen im Westfälischen. Auch einige niederländische Dialekte werden mitunter zum Westfälischen gerechnet. Wie alle westfälischen Mundartgruppen ist das Münsterländische durch eine starke Diphthongierung gekennzeichnet (Aussprache in […], [v] wie hochdt. w, [ë] siehe unten):
- ältere Vokale e/ä bzw. i wurden häufig zu iä oder ië: biätter [biätë] (besser), Hiëge [hiëgë] (Hecke)
- analog dazu o und u zu uo oder ue [uë]: buoben [buobën, buobm] (oben), gued [chuët, chuëd-] (gut)
- ebenso ö und ü zu üö oder üe [üë]: büöwerste [büövëstë] (oberste), gewüenen [chëvüën(ë)n] (gewöhnen)

(die Aussprache von [ë] entspricht hier einem schwachen, dumpfen e – dem sog. Schwa – wie in hochdt. sagen – daher liegt die Betonung bei [ië, uë, üë] jeweils auf dem ersten Vokal, bei [iä, uo, üö] dagegen mehr hinten).
Diese Diphthonge stammen aus dem späten Mittelalter (etwa 15. Jh.), als im Deutschen, Englischen und anderen germanischen Sprachen allgemein Kurzvokale in offenen (= auf Vokal endenden) Stammsilben „länger“ wurden; genauer: es verlängerte sich (zunächst) nicht der Vokal, sondern die Silbe – und zwar dadurch, dass der Kurzvokal um einen Nebenvokal ergänzt wurde, z. B. e > ea in bre-ken > brea-ken (brechen – siehe auch engl. to break von älterem breken).
In den meisten Sprachen glichen sich dann diese Nebenvokale den ursprünglichen an, so dass letztlich aus einem Kurz- ein Langvokal (z. B. [ee] oder [ää]) wurde – in den westfälischen Dialekten geschah dies allerdings nur beim a und dem zugehörigen Umlaut ä, z. B.:
- [lat] > [laët] > [laat] laat (spät)
- [lätër] > [läëtër] > [läätë(r)] lääter (später)

Die übrigen Diphthonge blieben dagegen als solche erhalten, wurden z. T. nur lautlich etwas verändert. Sie hatten sich aus den vormaligen mittelniederdt. Vokalen e/o/ö entwickelt, die zum einen „offene“ (dem [a] nahestehende) Laute und zum anderen „geschlossene“ (zu [i/u/ü] tendierende) Laute bezeichneten.
Im Münsterländischen wurden die „offenen“ Laute zu [iä/uo/üö] und die „geschlossenen“ zu [ië/uë/üë].
In der Regel gehen die „offenen“ Laute auf älteres [e/o/ö], die „geschlossenen“ auf [i/u/ü] zurück; hinzu kam jeweils noch ein Umlaut von a:
- „offen“:
  - german./altsächs. e: brekan > breken > briäken [briäkn] (brechen)
  - später Umlaut e: arg- > ergeren > iärgern [iägën] (ärgern)
  - german./altsächs. o: hop- > hop(p)en > huopen [huopm] (hoffen)
  - ö = u. a. Umlaut-o, siehe Duorp [duoëp] (Dorf)/Düörper [düöëpë] (Dörfler, zum Dorf gehörig)

- „geschlossen“:
  - german./altsächs. i: biliban > ge-b(e)leven > bliëben [bliëbm] (ge-blieben)
  - früher Umlaut e: stadi- > stede > Stiëde [stiëdë], daneben späteres Stiär [stiäë] (Stätte, Stelle)
  - german./altsächs. u: fugl- > vogel > Vuegel [fuëgël] (Vogel)
  - ü = Umlaut-u, siehe Vuegel/Vüegel [füëgël] (Vögel)

- Besonderheiten:
  - Vor einem r steht (heute) nie ië/ue/üe – daher Verschiebung zum „offenen“ Diphthong z. B. nach Wandel von d(d) nach r(r), siehe oben Stiëde/Stiär (möglicherweise hat die spätere Vokalisierung des r (> [ë]) diese Verschiebung ausgelöst, weil es nun jeweils zwei [ë]-Vokale – iëë/uëë/üëë – nebeneinander gab). Ein Fall von analoger Verschiebung liegt bei Friäden (Frieden, german. fridu) vor, siehe tefriär (zufrieden).
  - Gelegentlich taucht iä/uo/üö auch in (heute) geschlossenen (= auf Konsonant endenden) Silben auf – und zwar vor r oder l, siehe oben iärgern und Duorp/Düörper. Weitere Beispiele: Hiärt (Herz), Büörger (Bürger), suorgen (sorgen), Wiäld (Welt). Im letztgenannten Fall lag im ursprünglichen Wort we-reld (siehe auch althochdt. weralt, altengl. woruld) eine offene Stammsilbe vor – in den übrigen Fällen kann nur vermutet werden, dass durch die damals übliche Aussprache von r und l häufig ein Sprossvokal entstanden ist, der in älterer Zeit auch zeitweilig im Schriftbild auftauchte, so z. B. althochdt. felga/felaha (Felge), arm/aram (Arm – noch heute wird im schottischen Englisch film und arm wie [filëm] und [arëm] gesprochen). Demnach also z. B. german./altsächs. hert- > [herët] > [hearët] > Hiär-t.

Hinzu kommt noch die komplette Reihe der offenen Langvokale (im Hochdeutschen nur [aa] und [ää]):
- aa: maken [maak(ë)n] (machen)
- ää: läter [läätë] (später)
- ao: laoten [laot(ë)n] (lassen)
- äö: Käörken [käöëk(ë)n] (kleiner Wagen/Karren)

Diese Langvokale entstanden aus älterem aë (> aa – ursprünglich ein Kurzvokal a in offener Silbe, siehe oben) und aus älterem aa (> ao) und ihrem jeweiligen Umlaut (die Aussprache von ao liegt zwischen aa und oo (IPA: [ɔ:]), die von äö zwischen ää und öö (IPA: [œ:])).
Des Weiteren hat sich das r am Silben-/Wortende bzw. vor Konsonant zu ë vokalisiert (siehe auch hochdt. r), so dass sich die älteren offenen Kurzvokale e/ä, o und ö, soweit sie vor einem solchen r standen und nicht zu Diphthongen (siehe oben) wurden, ebenfalls zu den obigen Langvokalen entwickelt haben, z. B. Kerl/Kärl [kerl > käël > kääl] und obiges Käörken.
Wie im Englischen ist das obige, zwischenzeitlich zu [ë] gewordene r nach einem unbetonten e [ë] verstummt: siehe Büörgermester (Bürgermeister) = [büöëgëmestë]. Dagegen älteres dor (da, dort) > daor [daoë] (nicht: dao).
Bleiben noch die Diphthonge ai, au und (seltener) oi zu erwähnen; diese stammen von älteren Langvokalen ab:
- ee > ai, mittelniederdt. bleeken > blaiken (bleichen), reep > raip (rief)
  - dagegen weiterhin ee in Wörtern wie anteekt (angezeichnet) u. a.

- oo > au, mittelniederdt. boom > Baum (Baum), hochdt. Rose > Rause
  - dagegen keine Veränderung des altgerman. oo in Blood (Blut), Moder [moodë] (Mutter), Broer [brooë] (Bruder) usw.

- öö zunächst > oi, danach meistens zu ai weiterverschoben: mittelniederdt. bööme > boime > Baime (Bäume). Eines der wenigen Wörter mit erhaltenem oi ist spoilt [schpoilt] (gespült)
  - nicht verändert wurde das öö als Umlaut des oben angeführten german. oo, z. B. in Bröers [brööës] (Brüder).

Ansonsten sind im Münsterländischen – im Gegensatz zum Ost- und Südwestfälischen – die germanischen Langvokale
- ii: mien [miin] (mein)
- uu: Huus [huus] (Haus)
- späteres üü: trüü [trüü] (treu)

erhalten geblieben.
Ein weiteres Kennzeichen ist die häufige Abschwächung von Vokalen einzelner einsilbiger Wörter oder Silben bei Nichtbetonung, z. B.:
- betontes to (zu) wie in tomaken [toomaak(ë)n] (zumachen) wird zu te in te maken [te_maak(ë)n] (zu machen)
- daor- wie in daormet [daoëmet] (damit) wird zu der- in Weg dermet! [vech_dëmet] (Weg damit!)
- van- (von) zu unbetontem ven- in vendage [fëndaaghë] (heute), venmuorn [fënmuoën] (heute morgen) usw.

(diese Abschwächung ist in den Schriften des Münsterländer Platt allerdings oft nicht ersichtlich, da diese als Vorlagen für Theaterstücke oder für Vorträge in Heimatvereinen u. a. eine lautere bzw. „deutlichere“ Sprechweise als in einem normalen, flüssigen Gespräch erfordern und daher auch mehr volle Vokale in unbetonten Silben enthalten).
Typisch für das Münsterländische ist ferner die „holländisch“ anmutende Aussprache des g:
- als stimmloses [ch] im An- und Auslaut sowie im Inlaut vor stimmlosen Konsonanten, z. B.: gaon [chaon] (gehen), Wegg [wech] (Weg), naigste [naichstë]
- als stimmhaftes [gh] im Inlaut vor Vokalen und stimmhaften Konsonanten, z. B.: naige [naighë] (nahe), bewegde [bëveghdë] (bewegte); letzteres auch wie [bëvechtë] gesprochen, desgleichen z. B. Legden [lecht(ë)n] (Ortsname)

(es gibt allerdings auch Orte, in denen das g sehr stimmhaft und damit generell fast wie hochdt. g gesprochen wird).
Vermutlich vom Hochdt. übernommen wurde die Aussprache des ursprünglichen s vor Konsonanten als [sch], z. B. Spaigel [schpaigh(ë)l], Steen [schteen] (Stein) und schmaken [schmaak(ë)n] (schmecken).
Dazu ist ursprüngliches sk zu sch [sch+ch] wie in Schole [schchoolë] (Schule) oder zu schk [sch+k]: Wöschke [vöschkë] (Wäsche) geworden.
Die scheinbare Ausnahme pärske [pääskë] (Pfirsich) ist erst durch Schwund des ursprünglichen Zwischenvokals i aus persike (von lat. fructus persica) entstanden.
Ansonsten gilt für das s das gleiche wie für das g:
- im ersten Fall als stimmloses [s] wie hochdt. ß, z. B. seggen [seghe(ë)n] (sagen), Nöster [nöstë] (Nester), Arms [aams] (Arme).
- im zweiten Fall als stimmhaftes [z] wie in hochdt. Sonne, z. B. fraisen [fraiz(ë)n] (frieren).

Ein t neigt zum Schwund, wenn darauf nach einem unbetonten und schließlich verstummten e [ë] ein l, m oder n folgt, z. B.: hoosten [hoostën > hoosn] (husten), Aom [aotëm > aom] (Atem) – vergleiche engl. castle [kastël > kaasl] und action [äktschën > äkschn].
Unbekannt sind im Münsterländischen – wie im Niederdeutschen generell – hochdt. pf und z; letzteres wurde neuzeitlich stets als stimmloses s [s] übernommen, z. B.: Zigarre > Sigarre [sigarrë].
In der verschriftlichten Form gibt es keine normierten Rechtschreibregeln, sondern wird meist nach phonetischen Gesichtspunkten geschrieben. Allerdings existieren dafür seit dem Jahr 2000 zwölf strenge Regeln, mit der sich jeder plattdeutsche Dialekt eindeutig schreiben lässt.

## Sprachbeispiel
Dat mönsterlänsk Platt is een westfäölskt Dialekt van Nedderdüütsk un Neddersask, we int Mönsterland küert wärt. Et giw twee Formen, dat Mönsterlänskt sölw un dat westmönsterläsk Platt. Sunnerheten sind Diphthongen äs t.B. uo, üö, uë un ao. Dat ao is aower egentliks een sölwstaoende Buukstaow, we tüschen dat aa un dat oo lig, also dat is, wat int Austfreeske wul åå is. Bes ton tweden Wiäldkrieg was dat mönsterlänsk Platt de Spraok, we de meesten Kinner to Huus toeerst lernt häbt, men danao wuord dat all meer dat Haugdüütsk.
In plattdüütsk wet aals tosammen küert un wie säch to de lüe: „Kiek de äs wier drin, woar iätten un drinken un fiern spaß mäck un woar use Wichter un Jungs küernt noch up Platt küern.“
Das Münsterländer Platt ist ein westfälischer Dialekt des Niederdeutschen und Niedersächsischen, der im Münsterland gesprochen wird. Es gibt zwei Formen, das Münsterlendische selbst und das Westmünsterländische Platt. Besonderheiten sind Diphthongen wie z. B. uo, üö, uë und ao. Das ao ist aber eigentlich ein selbstständiger Buchstabe, der zwischen dem aa und dem oo liegt, also das ist, was im Ostfriesischen wohl das åå ist. Bis zum Zweiten Weltkrieg war das Münsterländer Platt die Sprache, die die meisten Kinder zuhause zuerst gelernt haben, erst danach wurde dies zunehmend das Hochdeutsch.
Im Plattdeutschen wird alles zusammen besprochen, und wir sagen den Leuten: „Schau 'mal wieder 'rein, wo Essen, Trinken und Feiern Spaß machen und wo unsere Mädchen und Jungs noch Plattdeutsch sprechen können.“
Eenes gueden Dags was Schulte Brömmelkamp es wier up Besöök – oder „Fisiete“, wu de Lüde fröher saggen – bie sienen Süön, in de graute Stadt. Un wu’m so kommood bineener satt, kamm de Küerie auk up den nieen Karnickelstall in’n Gaorden, waor jüss twee Karnickels insatten – un dat was’t dann auk, denn wieder kamm daor nix, kiene Karnickelblagen … „Dat müe‘ wi us faorts ankieken“ sagg Schulte Brömmelkamp un göng met de heele Familge daor hen. Un dann sööch he dat Malöör – daor satten twee Kärls in. „Nää“, föng he an te lachen, „so kann dat ja nix wärden!“ – „Warum nicht?“ frögg siene Schwiegerdochter. „Ik segg Di wat“, so Schulte Brömmelkamp to iär, „do es daor’n Möerken bi – dann kriegt se’t wull an Togg.“ – „Meinst Du wirklich, das hilft? Möhrchen haben sie nämlich schon bekommen …“
Eines guten Tages war Schulte Brömmelkamp wieder zu Besuch – oder „Visite“, wie die Leute früher sagten – bei seinem Sohn, in der großen Stadt. Und wo sie so gemütlich beisammen saßen, kam die Unterhaltung auch auf den neuen Karnickelstall im Garten, wo nur zwei Karnickel drin saßen – das war's dann auch, denn weiter kam da nichts, keine Karnickeljunge … „Das müssen wir uns sofort ansehen“ sagte Schulte Brömmelkamp und ging mit der ganzen Familie dorthin. Und dann sah er das Malheur – da saßen zwei Kerle drin. „Nein“, fing er an zu lachen, „so kann das ja nichts werden!“ – „Warum nicht?“ fragte seine Schwiegertochter. „Ich sage Dir was“, so Schulte Brömmelkamp zu ihr, „tu ein Muttertier (Möerken) dazu – dann bekommen sie es auf die Reihe.“ – „Meinst Du wirklich, das hilft? Möhrchen haben sie nämlich schon bekommen …“

## Theater
In vielen Gemeinden des Münsterländes finden ein- bis zweimal im Jahr Theateraufführungen statt, zumeist sind es Komödien und Lustspiele, die fast ausnahmslos im Mönsterlänner Platt gespielt werden. Die Theatergruppen sind in der Regel in örtlichen Heimat- und Traditionsvereinen oder in zumeist katholischen Vereinen organisiert. So werden in Riesenbeck jährlich Theaterstücke wie z. B. De Vögnöögte Tankstiär von der Theatergruppe der Kolpingsfamilie Riesenbeck aufgeführt. Im Theater Münster gibt es auch noch die Niederdeutsche Bühne.

## Schriftsteller
Eine typische Literaturform des Münsterländer Platts sind so genannte Döönkes, kurzgehaltene humorvolle Erzählungen, Witze und Anekdoten. „Da erzählt jemand Döönkes“ meint auch umgangssprachlich im Münsterland, dass die Erzählungen nicht allzu ernst zu nehmen sind.

## Bekannte Autoren
- Augustin Wibbelt: Priester und Heimatdichter (1862–1947): Gedichte wie Dat Pöggsken (Das Fröschlein) können von vielen Münsterländern noch heute zitiert werden.
- Heinrich Schulze-Spüntrup: Bekannt für seine Satire Alls dat blots för de Katt (Alles für die Katze).
Einem Bauer ist eine Katze entlaufen und auf der Suche nach seiner Katze trifft er auf lauter Experten, deren Rat den Bauern in die Mühlen der Bürokratie treiben und ihn von seinem eigentlichen Anliegen entfremden. Am Ende soll er gar zum Organspender werden, doch die Tochter Mariechen stellt nun fest: Alles was dem Bauern fehlt, ist eine Katze.
- Werner Heukamp (1929–2020): Bekannt ist der katholische Pfarrer und Heimatforscher vor allem durch sein Plattdütsket Gebiädbook (1996).
- Hannes Demming: Autor des niederdeutschen Fabelbuches Die Fabel-Fibel (Aschendorff-Verlag, Münster 1989), Übersetzer des Asterix-Bandes Asterix un de Kuopperpott (Stuttgart im Jahre 2000), Übersetzer vieler Hörspiele (u. a. für den WDR) ins Niederdeutsche und einiger Theaterstücke z. B. De bruoken Kroos (H. v. Kleists Der zerbrochne Krug im original Metrum, Uraufführung im Jahre 1985 an den Städtischen Bühnen Münster durch die Niederdeutsche Bühne Münster), Dat Spiel van Doktor Faust der Urfaust auf Niederdeutsch im original Metrum (Uraufführung an den Städtischen Bühnen Münster durch die Niederdeutsche Bühne Münster), Mundartdichter und Herausgeber der gesammelten Werke von Karl Wagenfeld Bd. 3 und 4 (Aschendorff Verlag Münster 1983 und 1992) und Herausgeber des Buches Spiellwiärks von Wolfram Rosemann (Aschendorff Verlag, Münster 1988).
- Rainer Schepper: Hat zahlreiche Theaterstücke ins Münsterländer Platt übertragen.
- Rinje Bernd Behrens: Peter kümmt inkognito (Peter kommt inkognito) ist eine Komödie in fünf Akten von Behrens für acht Schauspieler. Das Lustspiel Dat Töttchenhotel hat er ins Münsterländer Platt übertragen. Töttchen ist ein münsterländisches Gericht, das aus verschiedenen Innereien besteht.
- Käthe Averwald: Lyrikerin (* 22. Februar 1931 in Eschendorf bei Rheine).
Von ihr sind die Gedichts- und Erzählsammlungen Rausen un Nietteln (1989), Swalwenleed (1990) und Niee Wiäge (1999) bekannt.
- Friedrich Ernst Hunsche: Autor in hochdeutscher und plattdeutscher Sprache (1905–1994). Arbeiten zur Dokumentation und zum Erhalt der plattdeutschen Sprache des Münsterlandes. Bekannt sind seine zehn Bände mit plattdeutschen Geschichten bei Schöningh.[3] Für seine besonderen Verdienste um die Pflege und die Förderung der Plattdeutschen Sprache erhielt er 1988 den Wilhelm-Fredemann-Gedächtnispreis des Heimatbundes Osnabrücker Land e. V.
- Julius Abeler, Anton Aulke, Werner Brüggemann, Georg Bühren, Friedrich Castelle, August Hollweg, Ferdinand Krüger, Hermann Landois, Eli Marcus, Otto Pötter, Karl Wagenfeld, Ferdinand Westhoff (G. Ungt), Hermann Wette, Ferdinand Zumbroock

## Münsterländer Platt, hörbar
|  | Liesborn an de Lippe Sprecherin: Christine Grüter, Liesborn |
|  | Das Varuslied Sprecher: Kaspar Mense, Wadersloh             |

## Musik
Die Gruppe Gaitlinge ist bekannt für ihre Lieder im Münsterländer Plattdeutsch, die im vierstimmigen Chorgesang mit Ziehharmonikabegleitung vorgetragen werden.
Seit 1984 existiert der Kiepenkerlchor Nordwalde, der plattdeutsches Liedgut mit Döönkes versetzt vorträgt. Den Namen hat die Gruppe von einer bekannten Münsterländer Figur, den Kiepenkerl, eine Bezeichnung für wandernde Verkäufer und Marktbeschicker.
Die Punkband Schrappmesser, bestehend aus Mitgliedern der Gruppen Donots und Waterdown, spielt überwiegend Musik mit Texten in Münsterländer Platt.
De mönsterlänner Meersken, gegründet im Mai 2014, ist die neue Frauengesangsgruppe aus Altenberge, Nordwalde und Münster. Die Meersken (Bäuerinnen) singen a cappella und tragen ihre Lieder vornehmlich im Münsterländer Platt vor.

### Lehr- und Wörterbücher
- Rita und Rudolf Averbeck:
  - Dat Mönsterlänner Platt – Lehrbuch. Gutverlag, Hörstel 2007, ISBN 978-3-89714-497-2; 2., revidierte Auflage: Verlag Edition 1.6, Ludwigsburg 2009, ISBN 978-3-86696-998-8.
  - Dat Mönsterlänner Platt – Wörterbuch. Verlag wiegedruckt, Hörstel 2017, ISBN 978-3-86696-087-9.
- Walter Born:
  - Kleine Sprachlehre des Münsterländer Platt. Regensberg, Münster 1978 (2. Auflage 1983).
  - Kleines Wörterbuch des Münsterländer Platt. 1979 (4. Auflage. Regensberg, Münster 1986).
- Markus Denkler:
  - Das münsterländische Platt. (Westfälische Mundarten Band 1). Aschendorff Verlag, Münster 2017 (ISBN 978-3-402-14344-5), vergriffen.
- Klaus-Werner Kahl:
  - Wörterbuch des Münsterländer Platt. Aschendorff Verlag, Münster 2000, 2. Auflage 2003 (ISBN 3-402-06447-2), 3. Auflage 2009.
  - Kahls platdüütske Naokieksel. Met 1650 Beller. Aschendorff Verlag, Münster 2008.
- Elisabeth Piirainen u. Wilhelm Elling:
  - Wörterbuch der westmünsterländischen Mundart. Vreden 1992, 1066 S. (Beiträge des Heimatvereins Vreden zur Landes- und Volkskunde, Bd. 40). (Online-Fassung auf https://neon.niederlandistik.fu-berlin.de/de/plattdeutsch/wb)
- Friedrich Woeste:
  - Wörterbuch der westfälischen Mundart. Im Auftrage des Westfälischen Heimatbundes neu bearbeitet u. herausgegeben von Erich Nörrenberg. Leipzig 1930. (= Neu bearbeiteter Nachdruck der Ausgabe v. 1882), Heinrich Soltau Buchdruckerei u. Verlagsanstalt, Leipzig u. Norden 1930, 425 S.